# Dreamgirls (film)
A Dreamgirls 2006-ban bemutatott amerikai zenés filmdráma, melyet Bill Condon írt és rendezett. A film alapjául az azonos című 1981-es Broadway-musical szolgált: egy női énektrió, a The Dreamette's sorsát követi nyomon az 1960-as évek elejétől az 1970-es évek közepéig. A főbb szerepekben Jamie Foxx, Beyoncé, Eddie Murphy, Jennifer Hudson, Danny Glover, Anika Noni Rose és Keith Robinson látható.
Az Amerikai Egyesült Államokban 2006. december 25-én mutatták be a DreamWorks és a Paramount Pictures forgalmazásában. A film bevételi és kritikai szempontból is sikert aratott. A 80 millió dolláros költségvetésből készült produkció világszerte mintegy 155 millió dollárt termelt. A 79. Oscar-gálán nyolc kategóriában jelölték Oscar-díjra, ebből kettőt meg is nyert. A 64. Golden Globe-gálán is átvehetett három díjat.

## Történet
|  | Alább a cselekmény részletei következnek! |

A lányokat egy tehetségkutató versenyen fedezi fel Curtis Taylor Jr., egy ambiciózus menedzser (Jamie Foxx), és felajánlja nekik, hogy vokalisták lehetnek a híres énekes, James „Villám” Early (Eddie Murphy) mögött. Curtis felépíti a lányok imázsát, majd jó néhány fellépés után lehetőséget ad nekik az önálló megmérettetésre, The Dreams trió néven.
A rivaldafény leginkább Deenára összpontosul, végül a kevésbé vonzó Effie (Jennifer Hudson) kiszorul az együttesből. Új tagot vesznek fel, Michellet (Sharon Leal), és a Dreams végül sikert sikerre halmoz, ám a lányoknak hamarosan rá kell ébredniük, hogy James Early elvesztése után a hírnév és a gazdagság ára magasabb, mint azt gondolták.

## Szereplők
| Színész         | Szerep                       | Magyar hang    |
| --------------- | ---------------------------- | -------------- |
| Jennifer Hudson | Effie White                  | Náray Erika    |
| Jamie Foxx      | Curtis Taylor Jr.            | Kálid Artúr    |
| Beyoncé Knowles | Deena Jones                  | Németh Borbála |
| Anika Noni Rose | Lorrell Robinson             | Csondor Kata   |
| Keith Robinson  | C.C. White                   | Posta Victor   |
| Eddie Murphy    | James (Jimmy) "Villám" Early | Dörner György  |
| Danny Glover    | Marty Madison                | Reviczky Gábor |
| Sharon Leal     | Michelle Morris              | Szabó Gertrúd  |
| Hinton Battle   | Wayne                        | Katona Zoltán  |
| Loretta Devine  | jazzénekesnő                 |                |
| Dawnn Lewis     | Melba Early                  |                |
| John Lithgow    | Jerry Harris                 | Barbinek Péter |
| John Krasinski  | Sam Walsh                    |                |
| Jaleel White    | tehetségkutató               | Kerekes József |

## Díjak és fontosabb jelölések
- Oscar-díj
  - Legjobb női mellékszereplő: Jennifer Hudson – Díj
  - Legjobb hangkeverés – Díj
  - Legjobb férfi mellékszereplő: Eddie Murphy – Jelölés
  - Legjobb díszlet – Jelölés
  - Legjobb jelmez – Jelölés
  - Legjobb betétdal ("Listen") – Jelölés
  - Legjobb betétdal ("Love You I Do") – Jelölés
  - Legjobb betétdal ("Patience") – Jelölés
- Golden Globe-díj
  - Legjobb film – zenés film és vígjáték kategória – Díj
  - Legjobb férfi mellékszereplő: Eddie Murphy – Díj
  - Legjobb női mellékszereplő: Jennifer Hudson – Díj
  - Legjobb színésznő – zenés film és vígjáték kategória: Beyoncé Knowles – Jelölés
  - Legjobb betétdal ("Patience") – Jelölés
- BAFTA-díj
  - Legjobb női mellékszereplő: Jennifer Hudson – Díj
  - Legjobb filmzene: Henry Krieger – Jelölés

## Dalok
- I. rész

1. "I'm Lookin' For Something" – The Stepp Sisters
2. "Goin' Downtown" – Little Albert & the Tru-Tones
3. "Takin' The Long Way Home" – Tiny Joe Dixon
4. "Move" – The Dreamettes
5. "Fake Your Way To The Top" – James "Thunder" Early & the Dreamettes
6. "Cadillac Car" – James "Thunder" Early & the Dreamettes and Dave & the Sweethearts
7. "Steppin' To The Bad Side"  – Curtis Taylor Jr., C.C. White, Wayne, James "Thunder" Early & the Dreamettes, and Chorus
8. "Love You I Do" – Effie White
9. "I Want You Baby" – Jimmy Early & the Dreamettes
10. "Family" – C.C. White, Effie White, Curtis Taylor Jr., Deena Jones, Lorrell Robinson
11. "Dreamgirls" – The Dreams
12. "Heavy"  – The Dreams
13. "It's All Over"  – Effie White, C.C. White, Curtis Taylor Jr., Deena Jones, Lorrell Robinson, Michelle Morris
14. "And I Am Telling You I'm Not Going" – Effie White
15. "Love Love Me Baby"  – Deena Jones & the Dreams

- II. rész

1. "I'm Somebody"  – Deena Jones & the Dreams
2. "When I First Saw You"  – Curtis Taylor Jr.
3. "Patience"  – Jimmy Early, Lorrell Robinson, C.C. White, and Chorus
4. "I Am Changing" – Effie White
5. "Perfect World" – The Campbell Connection
6. "I Meant You No Harm/Jimmy's Rap"  – Jimmy Early
7. "Lorrell Loves Jimmy"  – Lorrell Robinson
8. "Family (Reprise)"  – Deena Jones & the Dreams
9. "Step On Over"  – Deena Jones & the Dreams
10. "I Miss You Old Friend" – Jazz Singer
11. "Effie, Sing My Song" – C.C. White and Effie White[2]
12. "One Night Only" – Effie White
13. "One Night Only (Disco)"  -Deena Jones & the Dreams
14. "Listen" – Deena Jones
15. "Hard To Say Goodbye"  – Deena Jones & the Dreams
16. "Dreamgirls (Finale)"  -Effie White with Deena Jones & the Dreams